# Proconomma
Genre
Proconomma est un genre d'opilions laniatores de la famille des Pyramidopidae.

## Distribution
Les espèces de ce genre sont endémiques du Congo-Kinshasa.

## Liste des espèces
Selon World Catalogue of Opiliones (24/06/2021) :
- Proconomma crassipalpis Kauri, 1985
- Proconomma kahuzi Roewer, 1961

## Publication originale
- Roewer, 1961 : « Opilioniden aus Ost-Congo und Ruanda-Urundi. » Annalen - Koninklijk Museum voor Midden-Afrika - Zoologische wetenschappen, no 95, p. 1–48.